# 28059 Кіліаан
28059 Кіліаан (28059 Kiliaan) — астероїд головного поясу, відкритий 26 липня 1998 року.
Тіссеранів параметр щодо Юпітера — 3,245.